# ガラ (新聞)
ガラ(バスク語: Gara)は、スペイン・バスク自治州・サン・セバスティアンで発行されている日刊紙（一般紙）。紙名はバスク語の存在動詞のひとつであり、スペイン語では「(Nosotros) somos」、英語では「(We) are」、日本語では「（私たちは）-である」の意味。スペイン語とバスク語の二言語による新聞である。

## 歴史

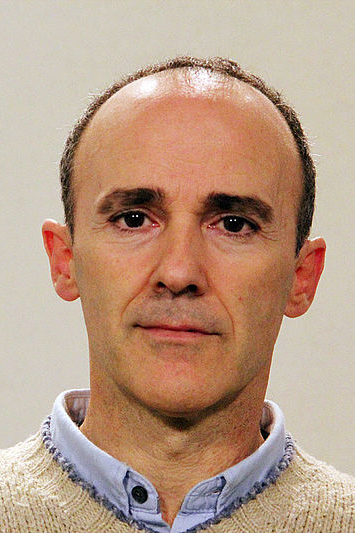
元編集長のフアリスティ

1998年7月15日、左派でありバスク民族主義者の代弁者だったエギン紙が非合法であるとされた。新しい新聞は約10万人が新聞社の株主となった大衆キャンペーンの後に生まれた。エギンの後継紙として、1999年1月9日には新紙の第0号（創刊日の第1号に先立つ紙面）が広められ、新紙創刊の理由が明らかにされた。1月30日にガラが創刊され、新聞販売店で第1版が刊行された。新プロジェクトの資本は数百億ペセタにも及び、大衆株主もプロジェクトに出資し、バスク報道メディア協会(Euskal Komunikabideen Hedapenerako Elkartea)を創設した。この企業はまた、デジタル情報に関するナイス(Naiz)というプロジェクトを行ってきた。ふたつのメディアはフランス領バスクのバイグラ(Baigura)で発行されているLe Journal du Pays Basque紙、インフォサスピ(Infozazpi)ラジオ局とともに編集方針を共有しており、アスティ・ベヒアの利益なしに精神性の共有を推進した。バイゴリ出版社はガラ刊行について一部の責任を有している。創刊当初の新聞編集部は65人の専門家で構成されており、ギプスコア県ウスルビル出身の新聞記者であるメルチェ・アイスプルアが編集責任者を務めていた。
2004年2月には編集長がホス・フアリスティからアイスプルアに代わり、2011年1月30日にはアイスプルアの地位をイニャキ・ソトが引き継いだ。2004年3月11日にはマドリードでマドリード列車爆破テロ事件という大惨事が起こり、国民党(PP)政権はバスク祖国と自由(ETA)によるテロ事件だと断定したが、事件翌日の3月12日にはETAのメンバーであるとする何者かがガラと接触し、この事件がETAによるものでないことを伝えた。実際にこの事件はETAとは無関係であり、3月14日の2004年スペイン議会総選挙で国民党が敗北して社会労働党(PSOE)政権が誕生する主因となった。EGM(Estudio general de medios)によれば、2008年の1日当たり読者数は97,000人だった。2008年7月14日付の紙面で、パンプローナのスペイン国家警察によってパンプローナのガラ本社が電話盗聴を受けたと断言した。2014年には元編集長でエウスカル・エリア・ビルドゥ所属のフアリスティが、人民の決定(LPD)という選挙連合から欧州議会議員選挙に出馬して当選した。
バスク語とスペイン語による新聞
1977年エギン創刊、1998年エギン発行禁止処分、1998年ガラ創刊
バスク語のみによる新聞
1990年エグンカリア創刊、2003年エグンカリア発行禁止処分、2003年ベリア創刊